# Hot Hot Hot!!!
Pour l’article homonyme, voir Hot Hot Hot.
Singles de The Cure
Just Like Heaven
(1987) Lullaby
(1989)
Clip vidéo
[vidéo] « Hot Hot Hot!!! », sur YouTube
Pistes de Kiss Me, Kiss Me, Kiss Me
All I Want One More Time
Hot Hot Hot!!! est une chanson du groupe britannique The Cure figurant sur l'album Kiss Me, Kiss Me, Kiss Me, extraite en single le 8 février 1988.

## Contenu
Hot Hot Hot!!! sort en single en version remixée par François Kevorkian et Ron St Germain. En face B figure Hey You!!! une autre chanson tirée de l'album Kiss Me, Kiss Me, Kiss Me, remixée par Alan Gregorie et François Kevorkian. 
Des versions longues (Extended remix) des deux chansons en plus de la version courte de Hot Hot Hot!!! sont disponibles sur le maxi qui sort dans les formats maxi 45 tours, CD et cassette audio. Le format 45 tours ne sort pas dans le commerce et est envoyé aux médias pour la promo.
- 45 tours et cassette single

1. Hot Hot Hot!!! (Remix) - 3:33
2. Hey You!!! (Remix) - 2:23

- Maxi 45 tours, CD et cassette

1. Hot Hot Hot!!! (Extended Remix) - 7:03
2. Hot Hot Hot!!! (Remix) - 3:33
3. Hey You!!! (Extended Remix) - 4:06

## Clip
Filmé en noir et blanc par Tim Pope, il montre les membres du groupe portant costumes et lunettes noires jouer la chanson. Sur quelques prises de vues, on les voit manipuler de grandes marionnettes.
À la fin de la vidéo, un effet visuel les fait apparaître avec des jambes très courtes. 

## Classements hebdomadaires
| Classement (1988)              | Meilleure place |
| ------------------------------ | --------------- |
| Espagne (AFYVE)                | 8               |
| États-Unis (Billboard Hot 100) | 65              |
| Irlande (Irish Singles Chart)  | 18              |
| Pays-Bas (Single Top 100)      | 79              |
| Royaume-Uni (UK Singles Chart) | 45              |